# オチルト・チェチェン・ハーン
オチルト･チェチェン･ハーン（またはオチルトゥ･ツェツェン･カーン）は、オイラット八部聯合の一角ホシュート部のハーン (王)。「チェチェン」はオイラット語で「聡明」の意。単に鄂齊爾圖･汗オチルト･ハーンとも。
チンギス･ハーン弟ジョチ･カサルの末裔で、グーシ･ハーン朝始祖トゥルバイフ (グーシ･ハーン) の次兄バイバガス(ホシュート部初代ハーン) の長子。ジューン･ガル部ガルダン･ハーンは孫娘婿。

## 略歴
『欽定外藩蒙古回部王公表傳』(乾隆44年＝1779) に拠れば、遅くとも順治4年 (1647) ごろには清朝に入貢し、駱駝や馬などを献上していたとされ、康熙5年 (1666) にダライ･ラマ五世 (ロサン･ギャツォ) より「チェチェン･ハーン」の称号を賜与されるまでは、「鄂齊爾圖･台吉オチルト･タイジ」として史書に現れる。
同じくオイラット八部聯合の一角ジューン･ガル部のガルダン･タイジとは、ある時から揃って清朝に入貢していたものの、いつからか反目しあい、康熙16年 (1677) 5月ごろ、ガルダンの襲撃を受け、殺害された(または捕虜にされたとも)。
オチルト殺害について一説には、ガルダンと桑結サンゲとが策応して謀ったこととされる。ホシュート部の軍事力を以て対抗勢力を排除したゲルク派首領ダライ･ラマ五世は、第巴ディバと呼ばれる一種の政務官を新設したが、ガルダンがダライ･ラマ五世の許で仏教修行に励んでいたころにディバを務めていたのがサンゲであった。サンゲはやがてホシュート部によるチベットへの干渉を疎み始め、還俗してジューン･ガル部族長となっていたガルダンにホシュート部の駆逐をもちかけた。ガルダンはこれにより恰好の口実を得たことで、オイラット聯合における自らの地位向上を企図し、一挙にオチルトを攻撃した。
オチルト軍を破ったガルダンは、鹵獲した弓矢などを清朝に献上したが、困惑した康熙帝は、通常の貢物の外は受けとらぬと、鹵獲品を突き返したという。
オチルト殺害によりホシュート部を制圧したガルダン･タイジは、ダライ･ラマ五世より「博碩克図･汗ボショクト･ハーン」の称号を与えられてガルダン･ボショクト･ハーンを名告り、康熙18年 (1679) には清朝からもハーン即位への実質的承認を得たことで、名実ともにオイラット聯合の覇者となった。

## 一族
本項は基本的に『清史稿』巻522に拠った。そのほかの引用のみ脚註を附す。
- ジョチ･カサル：チンギス･ハーン弟。哈布圖･哈薩爾とも。
  - 子
    - 孫
      - 曾孫
        - 玄孫
          - 来孫
            - 昆孫
              - 仍孫・阿克薩噶勒泰
                - 雲孫・阿魯克特穆爾
                - 雲孫・烏嚕克特穆爾
                  - 八世孫
                    - 九世孫
                      - 十世孫
                        - 十一世孫
                          - 十二世孫
                            - 十三世孫
                              - 十四世孫
                                - 十五世孫・博貝密爾咱
                                  - 十六世孫・哈尼諾顏洪果爾：オチルト祖父。

- 祖父・哈尼諾顏洪果爾
  - 伯父・哈納克土謝圖：哈尼諾顏洪果爾の長子。
  - 父・バイバガス[注 6]：哈尼諾顏洪果爾の次子。ホシュート部初代ハーン。[12]
    - オチルト･チェチェン･ハーン：母グンジュ･ハトゥン。
      - 子・額爾德尼[4]
        - 孫娘・アヌ：ガルダン･ドルジの姉。[13]ジューン･ガル部センゲの妻、後その同母弟ガルダンに再嫁。昭莫多ジョーン･モドで陣没。
          - 曾孫・ダンジン･オムブ[注 7][14]

        - 孫娘・アカイ[注 8][14]：アヌの (同母?) 妹。ツェワン･ラブタンの婚約者。ガルダンの妻。[15]
        - 孫・ガルダン･ドルジ[注 9]

      - 子・噶爾第巴[4]
        - 孫・羅卜藏袞布阿拉喇布坦[4]：羅卜臧滾布とも。

      - 子・イラグクサン･バンディダ･フトゥクトゥ[注 10]

    - 弟・阿巴賴諾顏：バイバガスの子。オチルトの弟。

  - 三叔・昆都倫烏巴什：哈尼諾顏洪果爾の三子。
  - 四叔・トゥルバイフ：哈尼諾顏洪果爾の四子。グーシ･ハーン。グーシ･ハーン朝 (チベット) 始祖。
  - 五叔・色棱哈坦巴圖爾：哈尼諾顏洪果爾の五子。
  - 六叔・布雅鄂特歡：哈尼諾顏洪果爾の六子。

## 脚註

### 註釈
1. ↑  [参考] 漢語：拜巴噶斯 (清史稿-520), 拜布噶斯 (清史稿-522)、転写：?。
2. ↑  [参考] オイラット語ᡔᡄᡔᡄᠨcecen, モンゴル語ᠰᠡᠴᠡᠨsecen, 満洲語ᠰᡠᡵᡝsure。
3. ↑  [参考] 漢語：拜巴噶斯 (清史稿-520), 拜布噶斯 (清史稿-522)、転写：?。
4. ↑  [参考] 维基百科「鄂齐尔图汗」(翻訳元) には「因为收容噶尔丹的叔叔楚琥尔乌巴什，二人闹翻。1675年，噶尔丹派兵击败鄂齐尔图汗，次年鄂齐尔图汗投降。清朝和俄国史书皆说噶尔丹将鄂齐尔图汗杀死，但蒙古史料记载，鄂齐尔图彻辰汗此后一直居住在博尔塔拉，到1680年才去世。」とあるが、典拠不詳。
5. ↑  [参考]『清朝全史』では康熙26年のこととしているが、康熙18年時点で清朝がガルダンのハーン即位を実質的に承認しているため、ここでは康熙16年の誤りとみなした。
6. ↑  [参考] 漢語：拜巴噶斯 (清史稿-520), 拜布噶斯 (清史稿-522)、転写：?。
7. ↑  [参考] 漢語：丹津･俄木布/丹津･鄂木布, 蒙語転写：danjin ombu, 蔵語転写：bstan ḥdsin dbon po。
8. ↑  [参考] 漢語：阿海, 蒙語転写：aqai。
9. ↑  [参考] 漢語：噶勒丹･多爾濟 (清史稿-520), 噶爾亶･多爾濟 (聖祖仁皇帝實錄)。
10. ↑  [参考] 蒙文：ᠢᠯᠠᠭᠤᠭᠰᠠᠨᠪᠠᠨᠳᠢᠳᠠᠬᠤᠲᠤᠭᠲᠤ, 転写：ilagugsan bandida qutugtu, 漢文：伊拉古克三･班第達･呼圖克圖[4]/伊拉古克三･胡土克圖(清實錄)。＊「ilagu」は勝つこと。「ilagu-gsan」で常勝の意。「bandida」はチベット仏教における学位の一つ。「qutug」は福・寿の意。「qutug-tu」で有福の意、転じて聖者、化身、活仏の意。

### 参照
1. 1 2  一.. “〈論説〉ツェワン・アラブタンの登場”. 史林:  51-55.
2. ↑   聖祖仁皇帝實錄. -
3. 1 2 3 4  四. ホシュートのハーン位. “ガルダン以前のオイラット -若松説再批判-”. 東洋学報:  108-113.
4. 1 2 3 4 5 6 7  “阿拉善厄魯特部總傳”. 欽定外藩蒙古回部王公表傳. 79. 四庫全書
5. ↑  “順治15年4月18日段7093”. 世祖章皇帝實錄. 116. -
6. 1 2 3  “康熙16年5月19日段12201”. 聖祖仁皇帝實錄. 67. -
7. ↑  “康熙22年7月段14191”. 聖祖仁皇帝實錄. 111. -
8. ↑  “西套を併す (第35節. 外蒙古の併合)”. 清朝全史. 上. 早稲田大学出版部. pp. 556-557
9. ↑  “康熙18年9月6日段12951”. 聖祖仁皇帝實錄. 84. -. "……從無以擅稱汗號者准其納貢之例但噶爾丹台吉敬貢方物特遣使入告應准其獻納……"
10. ↑  “康熙19年8月15日”. 聖祖仁皇帝實錄. 91. -. "○厄魯特噶爾丹博碩克圖汗遣使進貢……"
11. ↑  “青海額魯特”. 清史稿. 522. 清史館
12. ↑  二.「王国」と「ハーン国」. “ガルダン以前のオイラット -若松説再批判-”. 東洋学報:  94.
13. ↑  “康熙25年11月13日段15223”. 聖祖仁皇帝實錄. 128. -
14. 1 2  二.. “〈論説〉ツェワン･アラブタンの登場”. 史林:  55-57.
15. ↑  “康熙35年7月4日段17867”. 聖祖仁皇帝實錄. 174. -

## 参照

### 史書
- 愛新覚羅･弘暦 (乾隆帝)『欽定外藩蒙古回部王公表傳』国史館, 乾隆44年 (1779) (漢) ＊Wikisource版
- 稻葉岩吉『清朝全史』上巻, 早稲田大学出版部, 大正3年 (1914)
- 趙爾巽, 他100余名『清史稿』清史館, 民国17年 (1928) (漢) ＊中華書局版

### 論文
- 『史林』史学研究会, 48-6 (1965) 若松寛「〈論説〉ツェワン･アラブタンの登場」
- 『東洋学報』東洋文庫, 65-1 (1984) 宮脇淳子「ガルダン以前のオイラット -若松説再批判-」

### 辞書
- 確精扎布, 納･格日勒図 編『卫拉特方言词汇』(蒙古语族语言方言研究丛书 020) 内蒙古人民出版社 (1998) ＊栗林均サイト

### Web
- 「明實錄、朝鮮王朝実録、清實錄資料庫」中央研究院歴史語言研究所 (台湾)
- 栗林均「モンゴル諸語と満洲文語の資料検索システム」東北大学